# Episodi di Gemelli nel segno del destino
La prima ed unica stagione della serie televisiva Gemelli nel segno del destino, composta da 52 episodi, è stata trasmessa in prima visione in Francia dall'emittente TF1 dal 13 novembre 1991 al 21 gennaio 1993. In Italia è stata trasmessa in prima visione su Canale 5 dall'11 dicembre 1992 all'9 aprile 1993.
| nº | Titolo originale                  | Titolo italiano                | Prima TV originale | Prima TV Italia  |
| -- | --------------------------------- | ------------------------------ | ------------------ | ---------------- |
| 1  | La Naissance                      | La nascita                     | 13 novembre 1991   | 11 dicembre 1992 |
| 2  | La Mort sur la mer                | I pirati                       | novembre 1991      | 14 dicembre 1992 |
| 3  | Une nouvelle vie                  | Una nuova vita                 | novembre 1991      | 16 dicembre 1992 |
| 4  | Le Voyage à Paris                 | Il viaggio a Parigi            | 1991               | 21 dicembre 1992 |
| 5  | La Découverte                     | La scoperta                    | 1991               | 23 dicembre 1992 |
| 6  | L'Ennemi arrive                   | Arrivano i nemici              | 1991               | 24 dicembre 1992 |
| 7  | L'attaque                         | L'attacco                      | 1991               | 28 dicembre 1992 |
| 8  | Nouveau foyer, nouveaux déboires  | Nuovo focolare nuove delusioni |                    | 30 dicembre 1992 |
| 9  | Le Piège                          | La trappola                    |                    | 31 dicembre 1992 |
| 10 | Pris au piège                     | Presi in trappola              |                    | 1° gennaio 1993  |
| 11 | Ami ou Ennemi ?                   | Amico o nemico                 |                    | 4 gennaio 1993   |
| 12 | Danger dans la nuit               | Pericolo nella notte           |                    | 6 gennaio 1993   |
| 13 | Un ami de feu                     | Il maniscalco                  |                    | 8 gennaio 1993   |
| 14 | La Route du danger                | Pericolo in miniera            |                    | 11 gennaio 1993  |
| 15 | Piéger un héros                   | Insidie per l'eroe             |                    | 13 gennaio 1993  |
| 16 | On vend les jumeaux               | La vendita                     |                    | 15 gennaio 1993  |
| 17 | Au cœur des ténèbres              | Nelle viscere della terra      |                    | 18 gennaio 1993  |
| 18 | Les Lapins du destin              | Magicamente salvi              |                    | 20 gennaio 1993  |
| 19 | Le Voyage continue                | Il viaggio continua            |                    | 22 gennaio 1993  |
| 20 | Chassés-croisés                   | Incontri del destino           |                    | 25 gennaio 1993  |
| 21 | Les enfants de la déesse Lune     | I figli della luna             |                    | 27 gennaio 1993  |
| 22 | Adieu à un ami                    | Addio ad un amico              |                    | 29 gennaio 1993  |
| 23 | Belle rivière, dangereuse rivière | Pericolo sul fiume             |                    | 1° febbraio 1993 |
| 24 | Croire                            | L'evaso                        |                    | 3 febbraio 1993  |
| 25 | Aventure en Avignon               | Avventura ad Avignone          |                    | 5febbraio 1993   |
| 26 | Enfin Marseille                   | Arrivo a Marsiglia             |                    | 8 febbraio 1993  |
| 27 | La Maison du désespoir            | La ricerca disperata           |                    | 10 febbraio 1993 |
| 28 | Une lumière dans la nuit          | Una luce nella notte           |                    | 12 febbraio 1993 |
| 29 | Il faut partir                    | In fuga per la Cina            |                    | 15 febbraio 1993 |
| 30 | Traversée dangereuse              | Traversata pericolosa          |                    | 17 febbraio 1993 |
| 31 | Dans l'œil de la tempête          | Nel mare in tempesta           |                    | 19 febbraio 1993 |
| 32 | Sains et saufs                    | Sani e salvi                   |                    | 22 febbraio 1993 |
| 33 | Le Retour des mafiosi             | Il ritorno dei mafiosi         |                    | 24 febbraio 1993 |
| 34 | Mer cruelle, douce mer            | Mare crudele, dolce mare       |                    | 26 febbraio 1993 |
| 35 | Changement de cap                 | Cambio di rotta                |                    | 1° marzo 1993    |
| 36 | La Bataille navale                | La battaglia navale            |                    | 3 marzo 1993     |
| 37 | Les Bons et les Méchants          | I buoni e i cattivi            |                    | 5 marzo 1993     |
| 38 | Une femme grecque                 | Una donna pericolosa           |                    | 8 marzo 1993     |
| 39 | Adieu, l'île du chagrin           | Fuga dall'isola                |                    | 10 marzo 1993    |
| 40 | Une nuit en Grèce                 | Il viaggio in treno            |                    | 12 marzo 1993    |
| 41 | Athènes la nuit                   | Atene di notte                 |                    | 15 marzo 1993    |
| 42 | Le Pays de tous les dangers       | Il paese dei pericoli          |                    | 17 marzo 1993    |
| 43 | Dangereux désert                  | Pericoli nel deserto           |                    | 19 marzo 1993    |
| 44 | Aventure dans le désert           | Un vecchio amico nel deserto   |                    | 22 marzo 1993    |
| 45 | Le piège se referme               | La trappola si richiude        |                    | 24 marzo 1993    |
| 46 | Dans les montagnes                | Fra le montagne                |                    | 26 marzo 1993    |
| 47 | Contre vents et marées            | Contro tutte le avversità      |                    | 29 marzo 1993    |
| 48 | Lutte pour les parchemins         | La fine di Ho Cheng            |                    | 31 marzo 1993    |
| 49 | Réunion                           | Arrivo a Pechino               |                    | 2 aprile 1993    |
| 50 | À l'assaut de la cité interdite   | L'assalto alla città proibita  |                    | 5 aprile 1993    |
| 51 | Le Temple de l'harmonie céleste   | Il tempio dell'armonia celeste |                    | 7 aprile 1993    |
| 52 | La Bataille finale                | La battaglia finale            | 21 gennaio 1993    | 9 aprile 1993    |